# کارلزهوید
کارلزهوید (به سوئدی: Carlshöjd) یک منطقهٔ مسکونی در سوئد است که در بخش اومیا واقع شده‌است.